# Jean Chalon (écrivain)
Pour les articles homonymes, voir Jean Chalon et Chalon.
Jean Chalon, né le 8 mars 1935 à Carpentras, est un journaliste et écrivain français. Il hésite d'abord devant une carrière de professeur d'espagnol avant de se décider pour le journalisme. Il a accompli l'essentiel de sa carrière au Figaro.
Amoureux de la nature, surtout des arbres, et admirateur des femmes célèbres, Jean Chalon a écrit et publié les biographies de nombre de personnages féminins, saintes ou courtisanes, écrivaines ou milliardaires : Marie Antoinette, George Sand, Louise de Vilmorin, Natalie Barney, Alexandra David-Néel, Colette, Liane de Pougy, Florence Gould, Thérèse de Lisieux... Mais aussi de Lola Flores, chanteuse et danseuse de flamenco.
Il est membre du jury du prix Alexandra-David-Néel/Lama-Yongden. Il est également membre fondateur du prix du premier roman.

## Œuvre
D'après le catalogue général de la Bibliothèque nationale de France. Sauf indication contraire, seule l'édition originale est répertoriée — les ouvrages de Chalon ont souvent été réédités. Il est également préfacier et éditeur scientifique.
- 1960 : Le Mauvais Genre, roman (Seuil)
- 1961 : Les Plaisirs infinis, roman (Seuil)
- 1962 : L'Honneur de plaire, roman (Seuil)
- 1964 : Les Amours imaginaires, roman (Gallimard)
- 1966 : Les Couples involontaires, roman (Flammarion)
- 1969 : Les Bonheurs défendus, roman (Le Cercle du nouveau livre)
- 1971 : Un éternel amour de trois semaines, roman (Fayard)
- 1973 : Une jeune femme de soixante ans, roman (Fayard)
- 1973 : Ouvrir une maison de rendez-vous, essai (Julliard)
- 1974 : Zizou, artichaut, coquelicot, oiseau, jeunesse (Grasset et Fasquelle), illustrations d'Alain Gauthier
- 1975 : Les Paradis provisoires, roman (Fayard)
- 1976 : Portrait d'une séductrice, biographie (Stock) ; remanié et réédité sous le titre de Chère Natalie Barney en 1992 (Flammarion)[2]
- 1979 : L'Avenir est à ceux qui s'aiment, ou L'Alphabet des sentiments, récit (Stock)
- 1979 : Les Petites Solitudes, poésie (Le Verbe et l'empreinte), reliefs de Marc Pessin
- 1980 : L'École des arbres, récit (Mercure de France)
- 1983 : Un amour d'arbre, récit (Plon)
- 1983 : Pierre des arbres, récit (Nouveau cercle parisien du livre), pointes-sèches de Gérard Diaz
- 1985 : Le Lumineux Destin d'Alexandra David-Néel, biographie (Perrin)
- 1985 : Narcisse, conte (Ipomée), illustrations de Martine Delerm
- 1987 : Florence et Louise les Magnifiques : Florence Jay-Gould et Louise de Vilmorin, biographie (Le Rocher)
- 1988 : Chère Marie-Antoinette, biographie (Perrin)
- 1989 : Au fil des ans, poésie (La Pensée universelle)
- 1991 : Chère George Sand, biographie (Flammarion)
- 1994 : Liane de Pougy : courtisane, princesse et sainte, biographie (Flammarion)
- 1996 : Thérèse de Lisieux : une vie d'amour, biographie (Cerf)
- 1998 : Colette : l'éternelle apprentie, biographie (Flammarion)
- 1999 : L'Ami des arbres : journal d'Espagne, 1973–1998, récit (Plon)
- 2000 : Journal de Paris : 1963–1983, récit (Plon)
- 2001 : Journal d'un biographe : 1984–1997, récit (Plon)
- 2003 : Un arbre dans la lune, jeunesse (Le Rocher), illustrations de Martine Delerm
- 2003 : Collages de rêves, album (La Différence)
- 2003 : Journal d'un arbre : 1998–2001, récit (Fayard)
- 2004 : Chère Lola Flores : une hagiobiographie, biographie (Fayard)
- 2004 : George Sand : une femme d'aujourd'hui, biographie (Fayard)
- 2005 : Mes quatre déesses, album (La Lauze), illustrations de José Correa
- 2006 : Journal d'un lecteur : 2002–2004, récit (Plon)
- 2008 : Journal d'un rêveur professionnel : 2005–2007, récit (La Différence)
- 2010 : Femmes éternellement, essai (Alphée et J.-P. Bertrand)
- 2015 : Journal d'un ours : 2008 à 2011, récit (Le Tourneciel)
- 2018 : Ultimes messages d'amour, récit (Le Tourneciel)
- 2021 : Dames de cœurs et d'ailleurs, biographie (La Coopérative)

## Distinction
- Chevalier de la Légion d'honneur (nomination le 14 juillet 2011)[3]
- Chevalier de l'ordre des Arts et des Lettres (1987)[4]